# ТНС энерго Нижний Новгород
«ТНС энерго Нижний Новгород» (до 30 июня 2015 года — ОАО «Нижегородская сбытовая компания») — гарантирующий поставщик электроэнергии на территории Нижегородской области. Компания выделилась из ОАО «Нижновэнерго» при его реорганизации, является правопреемником «Нижновэнерго» в части энергоснабжения населения. Зарегистрирована в Нижнем Новгороде 1 апреля 2005 года. Уставной капитал компании — 60 млн. рублей. 

## Основные показатели
По состоянию на 31 декабря 2022 года компания обслуживала по договорам более 34,6 тысяч юридических лиц и более 1,3 млн. лицевых счетов физических лиц. Доля рынка сбыта электроэнергии в регионе составляет 52,6%. По итогам 2022 года компанией было реализовано 10,55 млрд. кВт*ч. электрической энергии.
Является структурным подразделением ПАО ГК «ТНС энерго», одной из крупнейших независимых энергосбытовых компаний России. 
ПАО ГК «ТНС энерго» является субъектом оптового рынка электроэнергии, управляет 10 гарантирующими поставщиками, обслуживающими около 21 млн потребителей в 11 регионах Российской Федерации. Совокупный объём полезного отпуска электроэнергии Группы компаний «ТНС энерго» по итогам 2022 года составил 65,8 млрд кВт*ч.

## Структура
В состав компании входят восемь отделений: Арзамасское, Балахнинское, Выксунское, Кстовское, Семёновское, Сергачское, Шахунское и Городское, которое обслуживает потребителей Нижнего Новгорода,  Дзержинска и Володарского района Нижегородской области.
Управляющим директором ПАО «ТНС энерго Нижний Новгород» является Галина Александровна Шулимова. Назначена на должность с 1 июля 2023 года.

## Деятельность
Является участником оптового рынка электроэнергии и мощности, а также розничных рынков электрической энергии. Как гарантирующий поставщик компания заключает с потребителями публичные договора. Компания обязана заключить договор с любым обратившимся потребителем, который расположен в границах зоны деятельности компании.
Деятельность компании регулируется Региональной службой по тарифам Нижегородской области и Федеральной службой по тарифам, которые определяют тарифы и сбытовую надбавку для гарантирующих поставщиков, а также контролируют соблюдение установленных финансовых коэффициентов и условий осуществления деятельности.